# Special Olympics Ruanda

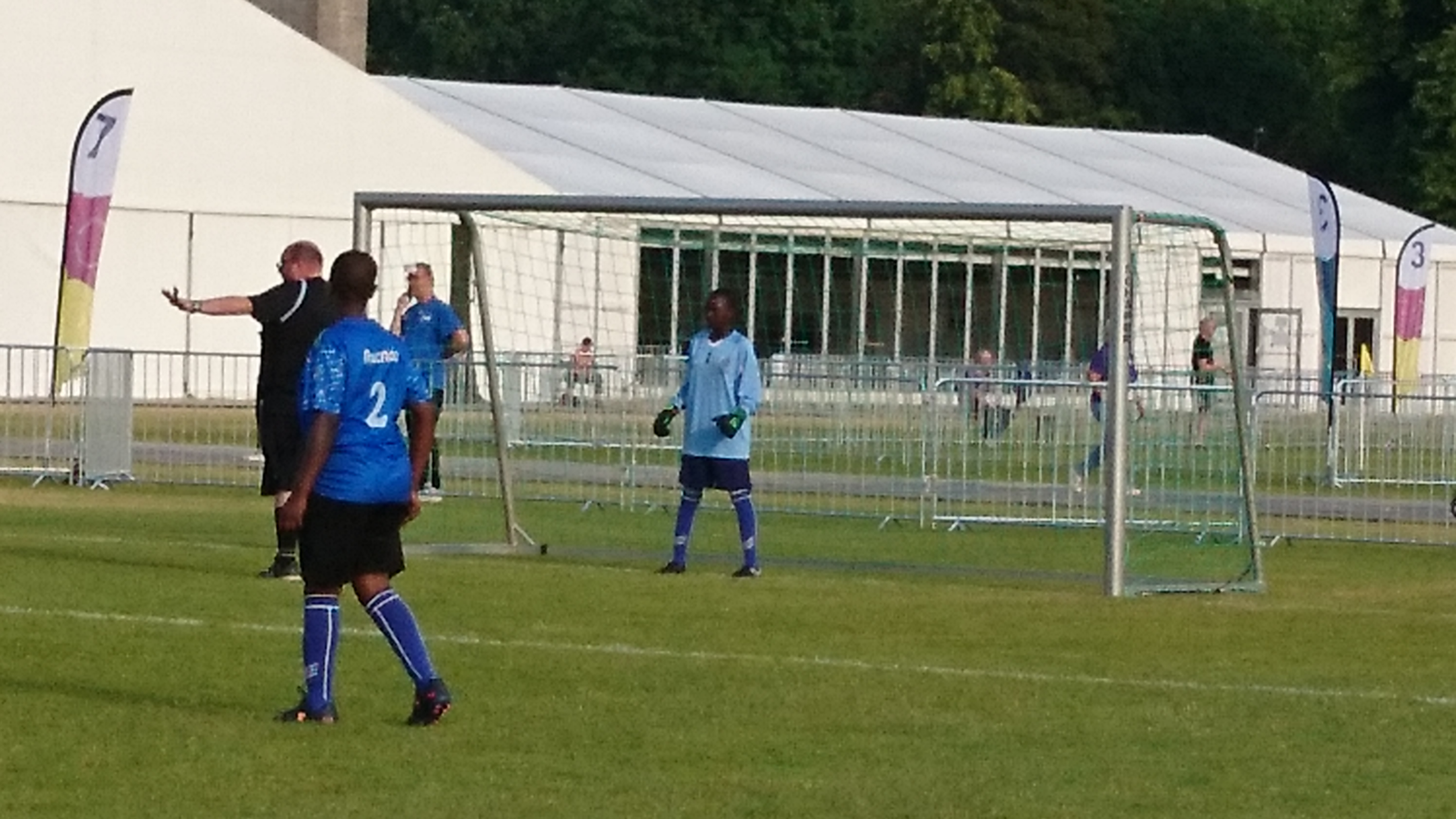
Ruandische Damenfußballmannschaft bei den Special Olympics World Summer Games 2023 in Berlin

Special Olympics Ruanda (englisch Special Olympics Rwanda) ist der ruandische Sportverband von Special Olympics International mit Sitz in Kigali. Ziel des Verbandes ist es, das ganze Jahr über Sport für geistig beeinträchtigte Kinder, Jugendliche und Erwachsene anzubieten, damit sie körperlich fit sind, ihren Mut zeigen können und Freundschaften zu anderen Athleten und Mitgliedern ihrer Gemeinden knüpfen können. Außerdem betreut der Verband die ruandischen Athletinnen und Athleten bei den internationalen Special Olympics Wettkämpfen. 

## Geschichte
Special Olympics Ruanda wurde 2002 gegründet und 2003 von Special Olympics International anerkannt. Kommunikationssprachen des Verbandes sind Englisch, Französisch und die regional verbreitete Sprache Kinyarwanda. Zu den Förderern des Sportverbandes und dessen Programmen gehört Scheich Muhammad bin Zayid Al Nahyan aus den Vereinigten Arabischen Emiraten.

## Aktivitäten
Im Jahr 2015 waren 16.751 Athletinnen und Athleten sowie 609 Trainer im Verband registriert.
Special Olympics Ruanda bietet folgende Sportarten an: Basketball, Fußball, Leichtathletik, Schwimmen, Tischtennis und Volleyball. Bei den Special Olympic World Summer Games 2019 in Abu Dhabi waren außerdem auch zwei ruandische Athleten, die die Sportart Boccia ausübten.
Der Verband nimmt an mehreren Programmen von Special Olympics International teil, nämlich an Athlete Leadership, Healthy Athletes, Family Health Support, Young Athletes und Family Support Network.

### Teilnahme an vergangenen Weltspielen
- 2003 Special Olympics World Summer Games, Dublin, Irland (4 Athletinnen und Athleten)
- 2007 Special Olympics World Summer Games, Shanghai, China
- 2011 Special Olympics World Summer Games, Athen, Griechenland
- 2015 Special Olympics World Summer Games, Los Angeles, USA (3 Athletinnen und Athleten)
- 2019 Special Olympics, World Summer Games, Abu Dhabi, Vereinigte Arabische Emirate (25 Athletinnen und Athleten)[3]

### Teilnahme an den Special Olympics World Summer Games 2023 in Berlin
Der Verband Special Olympics Ruanda beteiligte sich an den Special Olympics World Summer Games 2023 in Berlin. Der Verband nahm auch an dem Host Town Program teil, betreut wurde die 29-köpfige Delegation vor den Spielen von Speyer. Das Team gewann bei diesen Weltspielen je eine Gold-, Silber- und Bronzemedaille.